# 格里戈里·库利克
格里戈里·伊萬諾維奇·庫利克（俄语：Григорий Иванович Кулик，1890年—1950年）出生于俄罗斯帝国波尔塔瓦省的一个农民家庭，先后加入了沙俄军队和苏联红军，俄国内战期间曾在察里津保卫战中结交了斯大林。1940年同铁木辛哥及沙波什尼科夫一同被授予苏联元帅军衔，曾担任过副国防人民委员，1950年被当做间谍处死。

## 早年
库利克出生于波尔塔瓦省的一个农村，是家中7个孩子里最小的一个，在当地的乡村学校接受教育。1912年11月加入了俄罗斯帝国的炮兵部队，1915年从炮兵学校毕业后参与了第一次世界大战。1917年6月被苏军逮捕，11月加入布尔什维克党，次年开始指挥当地的苏联红军抵抗德国人。1918年4月加入了伏罗希洛夫所领导的乌克兰第五集团军，不久成为炮兵指挥官。后来跟随伏罗西洛夫的第14集团军参与了察里津（后来被改名为斯大林格勒）保卫战，期间他认识了被派遣到察里津征粮的斯大林，并给斯大林留下了深刻的印象。1919年5月，因为在剿灭格里戈里耶夫叛乱的作战中表现突出而被授予第一枚红旗勋章。1920年6月，作为布琼尼骑兵第1集团军的炮兵总指挥参加了波苏战争。内战期间，库里克曾5次因作战而受伤。

## 和平时期的工作
1921年6月被任命为北高加索军区的炮兵总参谋，1924年从高等军事学校毕业后成为红军炮兵首席助理。1925年10月担任最高经济委员会军事工业委员会副委员长，1926年11月至1929年11月改任苏联红军军械局主任。1930年后进入伏龙芝军事学院深造，毕业后担任第3集团军总司令兼政委，1935年苏联恢复军衔制度后于11月20日被授予军长军衔。1936年至1937年间化名库珀将军（Генерал Купер）作为苏联顾问参与了西班牙内战，1937年5月回到苏联，6月14日被授予二级集团军级军衔，任炮兵总监。此时，斯大林已经开始对苏联军队的军官进行大清洗，布哈林、图哈切夫斯基等红军高级领导人卷入其中，库利克同一些军官联名置信给斯大林，要求停止这种对军官的迫害行为。1939年1月，当选为炮兵总监兼主管军械的副国防人民委员，同时在2月8日被授予一级集团军级军衔。1939年9月，库利克作为炮兵总参谋参与了冬季战争，因为在此役中的表现而于1940年3月21日被最高苏维埃主席团授予苏联英雄称号及金星奖章，1940年5月7日同谢苗·铁木辛哥、鲍里斯·沙波什尼科夫一道，成为苏联第二批元帅。此时，最初的5名元帅经过清洗后只剩下谢苗·布琼尼、克里门特·伏罗希洛夫两人。
在二战开始前的这段时间，库利克长期主管军械工作，他反对图哈切夫斯基将装甲部队独立使用的大纵深理论，同时认为坦克和装甲车辆永远无法取代马匹。对于其老战友伏罗希洛夫元帅支持生产KV-1以及T-34坦克的言论表示不理解，还曾试图削减用于生产T-34坦克的材料。他认为组建坦克部队成本高昂，冲锋枪、机关枪等自动武器耗弹量高，精准度低，使用效果还不如步枪。

## 冬季战争
根据后来赫鲁晓夫的说法，库利克参与制造了迈尼拉炮击事件。这次假旗行动中，苏军炮击了俄境内的村庄迈尼拉并造成了人员伤亡，苏联方面以此为借口撕毁蘇芬互不侵犯條約并于四日后入侵芬兰。

## 德蘇战争时期
德蘇战争爆发的当天，库利克就作为最高统帅部的代表被派遣至西部方面军指挥前线战斗。6月23日他乘坐飞机来到比亚韦斯托克，担任第3和第10集团军的指挥官，组织进行机械化反攻。然而不久之后他所在的第10集团军被纳粹德国陆军包围，一度同总指挥部失去联系，直到两个星期后才找到他，为此与梅列茨科夫大将、万尼科夫、巴甫洛夫一級上将均被逮捕。
1941年9月获释转任指挥位于列宁格勒附近在沃尔霍夫和姆加突出部作战的直属大本营的独立第54集团军，但因为和时任列宁格勒方面军总指挥的朱可夫发生冲突，朱可夫要求库利克马上从外侧向姆加突出部发动一次进攻，以牵制德军向列宁格勒的攻势，缓解列宁格勒守军的困境，库利克认为发动进攻只有失败的可能，因此一再拖延，斯大林把库利克调离了列宁格勒前线。
1941年11月12日库利克元帅被派往刻赤半岛，他认为凭借苏军的兵力无法抵挡德军进攻，于是撤出了刻赤半岛，退守塔曼半岛。此举激怒了斯大林，他认为这是胆怯无能的表现，1942年2月16日最高法院判因“放荡的生活方式和滥用副国防人民委员称号”处其有罪，剥夺了他的元帅军衔和苏联英雄称号。库利克向苏联最高苏维埃主席团写信求情遭到拒绝，并在2月19日被剥夺了3枚列宁勋章、3枚红旗勋章以及其他的荣誉，3月17日苏联人民委员会重新授予其少将军衔，任1个军的炮兵指挥官
由于某些军官的求情，1943年4月库利克被任命为第4近卫集团军司令并升为中将军衔，他参加了库尔斯克战役但没有实际的战功，9月份他被解除了军事指挥权。
1944年1月至1945年4月期间担任苏军动员部副部长，在1945年2月28日的一份交给国防委员会副政委尼古拉·亚历山德罗维奇·布尔加宁的报告中提到，库利克利用职务之便谋取个人利益，4月12日库利克被停职，7月19日降为少将军衔。

## 二战结束后
战争结束后库利克被任命为伏尔加军区副司令，该军区司令员是曾任斯大林格勒方面军司令瓦里西·尼古拉耶维奇·戈尔多夫上将，二人曾密谋反对斯大林。1946年6月28日退休。1947年1月11日库利克被逮捕。1950年8月23日库利克和戈尔道夫一起以判国罪和间谍罪被判处死刑，第二天就被处死。1957年9月28日苏联最高苏维埃主席团最高法院为库利克平反，恢复了其元帅军衔和所有的荣誉。